# 錦興國際控股
錦興國際控股有限公司，簡稱錦興國際控股（英語：KAM HING INTERNATIONAL HOLDINGS LIMITED，港交所：2307），於1996年由戴錦春（主席）和戴錦文（副主席）兄弟創立，名為「錦興紡織」。
而業務在香港、國內和全球經營生產及銷售織布、漂染、定型及後整紡織產品，總部位於香港新界荃灣海盛路3號TML廣場23樓。
招股價為1.61港元，發行新股為1.6億股，集資額為2.6港元，股份則在2004年9月23日於港交所主板上市。

## 連結
- KamHingIntl.com （页面存档备份，存于）